# Phoracantha niamata
Phoracantha niamata är en skalbaggsart som beskrevs av Wang 1995. Phoracantha niamata ingår i släktet Phoracantha och familjen långhorningar. Inga underarter finns listade i Catalogue of Life.